# Daijiaba (köpinghuvudort i Kina, Shaanxi, lat 33,01, long 106,18)
Daijiaba är en köpinghuvudort i Kina. Den ligger i provinsen Shaanxi, i den nordvästra delen av landet, omkring 290 kilometer sydväst om provinshuvudstaden Xi'an. Antalet invånare är 17 231. Befolkningen består av 8 224 kvinnor och 9 007 män. Barn under 15 år utgör 12,0 %, vuxna 15-64 år 76 %, och äldre över 65 år 11,0 %.
Runt Daijiaba är det ganska tätbefolkat, med 90 invånare per kvadratkilometer. Närmaste större samhälle är Yangpingguan, 13,2 km väster om Daijiaba. I omgivningarna runt Daijiaba växer i huvudsak blandskog.
Genomsnittlig årsnederbörd är 1 170 millimeter. Den regnigaste månaden är juli, med i genomsnitt 268 mm nederbörd, och den torraste är december, med 2 mm nederbörd.